# Goséréline
La goséréline est un oligopeptide synthétique utilisé comme médicament en tant qu'analogue de l'hormone de libération des gonadotrophines hypophysaires.

## Effets
Il a un effet protecteur sur la fonction ovarienne des patientes sous chimiothérapie pour cancer du sein, permettant de diminuer le risque de ménopause précoce (de 22% à 8%) et conservant une certaine fertilité.